# China Cat Sunflower
China Cat Sunflower est une chanson jouée par Grateful Dead. Les paroles ont été écrites par Robert Hunter et la musique composée par Jerry Garcia. Elle est la première chanson écrite par Robert Hunter pour Grateful Dead. Elle entame une coopération entre Hunter et Garcia qui sera la base de la plupart des chansons originales du groupe
Elle a été enregistrée pour la première fois sur le troisième album studio du groupe Aoxomoxoa. Pendant les concerts elle a été jouée au début avec The Eleven puis avec I Know You Rider (comme au concert au Madison Square Garden le 11 octobre 1982 1983-10-11. La chanson est souvent interprétée par Garcia. 
Les paroles s'inspire de Alice au Pays des Merveilles de Lewis Carroll, de Krazy Kat de George Herriman et de Polka de Dame Edith Sitwell.
À partir de 1970, le morceau est joué tout le temps avec "I know You Rider"; en 1973-1974, le morceau est étiré (dick'spicks n°12, 19, 24) et fait l'objet de nombreuses improvisations. 
Pour les fans, les meilleures  versions du morceau ont été enregistrées durant la tournée du groupe en Europe en 1972 (repris sur l'album Europe 72) et lors du concert du 27 août 1972 au Old Renaissance Faire Grounds à Veneta dans l'Oregon (repris dans le documentaire Sunshine Daydream).